# カラスク文化
カラスク文化（カラスクぶんか、Karasuk culture）は紀元前1500年から800年頃、ユーラシア中北部のヴォルガ川、アラル海からシベリア南部のエニセイ川上流域にかけて栄えた文化。

## 概要
アファナシェヴォ文化、アンドロノヴォ文化と同地域に栄え、青銅器時代に属する。見つかっている遺構は大部分が墳墓で、少なくとも2000箇所が知られている。中国北部、バイカル湖方面からウラル山脈、黒海方面まで活発に交易し、文化的な類似性が見られる。ユーラシアステップ地帯を通した東西の文化交流に大きな役割を果たしたと考えられる。カラスクはノヴォシビルスク州西部、カザフスタン国境に近い町の名である。
生活様式は農耕と牧畜（おもに羊）であった。集落は竪穴建物からなる。葬制は石槨に埋葬するが、西部では墳丘で覆い方状列石で囲む様式、東部では墳丘があまりなく石塔を立てる様式であり若干の差異が見られる。
また青銅器など金属器の製作に優れていた。装飾を施した青銅製湾曲刀子（刃の側に湾曲する）や馬具が特徴的である。武具は少なく、湾曲刀子も調理・食事用と考えられている。
土器や青銅器については狄や中国の影響を受けている。この文化の担い手は人種的には様々であるが、先行的な東部地域の担い手はコーカソイドで少数のモンゴロイドがいる。
先行するアファナシェヴォ文化、アンドロノヴォ文化は印欧語族との関連が指摘されて、より東方にあったカラスク文化もアファナシェヴォ文化とアンドロノヴォ文化の文化を受けたと見ている。
カラスク文化は、後代に紀元前700年頃にシベリア南部で始まり鉄器時代初期まで続くこととなった原オルドス青銅器文化からも影響を受けている。